# Rançon (roman)
Pour les articles homonymes, voir Rançon.
Rançon (titre original : Ransom) est un roman écrit par Danielle Steel, paru aux États-Unis en 2004 puis en France en 2005.

## Résumé
Fernanda Barnes est une jeune femme issue d'une famille modeste et vit à San Francisco depuis quatre ans. Elle est devenue veuve après le suicide de son époux Alan, devenu très riche après la vente d'une start up informatique mais ayant tout perdu en quelques années du fait de mauvais investissements en bourse. Après une fulgurante ascension dans la classe sociale, elle et ses trois enfants (l'aîné, sa petite sœur et le benjamin Sam) se trouvent dans une précarité subite, croulant sur le poids des dettes laissées par son défunt époux.
Philip Haddison est un homme d'affaires à la solde des réseaux mafieux. Il est chargé de la gestion de leurs finances, mais lui aussi a eu d'énormes pertes en se livrant aux jeux de hasard. Pour se refaire, il échafaude un plan consistant à enlever les enfants de Fernanda qu'il croit riche héritière de son époux, contre une rançon de 100 millions de dollars.
Peter Morgan vient tout juste de sortir de sept années de prison après s'être fait arrêté pour vente illégale de drogue, et lui-même consommateur. Bien qu'ayant fait des études à Havard et ayant de bonnes références professionnelles avant qu'il ne devienne accro à la drogue, il essuie de nombreux échecs dans la quête d'un travail honnête. Il reprend bien malgré lui contact avec Haddison qui lui propose de recruter des criminels et superviser l'enlèvement des enfants de Fernanda. Peter Morgan est redevable à Haddison avec qui il avait d'énormes dettes avant son incarcération, et de plus, Haddison menace de tuer ses deux petites filles si jamais il refusait. L'inspecteur Ted Lee, ayant pris contact avec Fernanda lors d'une interrogation de routine sur un incident produit dans son quartier, pressent le complot qui se trame et met Fernanda sous surveillance.

Malheureusement, deux agents de police et deux agents du FBI se font tuer durant l'enlèvement du petit Sam. L'enfant sera par la suite libéré après de nombreux moments de tourments, au grand soulagement de sa famille et des forces de l'ordre ayant participé à sa recherche.